# Alessandra Maestrini
Alessandra Maestrini (Sorocaba, 17 de mayo de 1977) es una actriz, cantante y compositora brasileña.

## Biografía
Alessandra nació en Sorocaba, municipio del estado de São Paulo, Brasil, hija de padre estadounidense y de madre brasileña del estado de Río Grande do Sul. Empezó a interesarse por las artes a una edad temprana. De niña solía cantar, dibujar y dirigir obras de teatro con sus amigos.
Mientras vivía en Río de Janeiro, tomó un curso vacacional con Cláudia Jimenez. A los 15 años empezó a estudiar canto. Un año después ya estaba brindando sus primeros recitales. A los 17 años obtuvo una beca para estudiar teatro en la Universidad de Evansville, en Virginia, Estados Unidos.
Tras regresar a su tierra natal, fue aceptada en el reparto del musical As Malvadas de Charles Möeller y Cláudio Botelho. A partir de entonces ha realizado una gran cantidad de apariciones en teatro, cine y televisión, y ha grabado dos álbumes de estudio.
En 2014, Alessandra afirmó su bisexualidad en una entrevista para la revista Caras.

## Filmografía

### Televisión
| Año     | Título                             | Papel                   |
| ------- | ---------------------------------- | ----------------------- |
| 1999    | Chiquinha Gonzaga                  | Marli                   |
| 2004    | A Diarista                         | Marli                   |
| 2005    | A Lua Me Disse                     | Jamile Ferreira         |
| 2005    | Toma Lá Dá Cá                      | Bozena                  |
| 2006    | A Diarista                         | Vendedora               |
| 2007    | Amazônia, de Galvez a Chico Mendes | Soledad                 |
| 2007    | Sob Nova Direção                   | Titi                    |
| 2007–09 | Toma Lá, Dá Cá                     | Bozena                  |
| 2010    | Tempos Modernos                    | Benedita Kunetscov Pina |
| 2011    | Batendo Ponto                      | Sofia                   |
| 2012    | Guerra dos Sexos                   | Alessandra do Lago      |
| 2013    | Pé na Cova                         | Hérnia                  |
| 2013    | Correio Feminino                   |                         |
| 2014    | As Canalhas                        | Margô                   |
| 2014    | Sexo e as Negas                    | Gaudéria Brascia        |
| 2015    | Mister Brau                        | Priscila                |
| 2016    | Tempero Secreto                    | Cecília                 |
| 2016    | A Cara do Pai                      | Sílvia                  |
| 2018    | Show dos Famosos                   | Ella misma              |

### Cine
| Año  | Título                                                 | Papel        |
| ---- | ------------------------------------------------------ | ------------ |
| 2006 | Fica Comigo Esta Noite                                 |              |
| 2007 | O Labirinto                                            | Laura        |
| 2008 | Polaróides Urbanas                                     | Ismênia      |
| 2009 | Primeiro Ato                                           | Eduarda      |
| 2009 | Através da Tela                                        | Marta        |
| 2014 | A Primeira Missa ou Tristes Tropeços, Enganos e Urucum | Sônia Duarte |
| 2017 | Duas de Mim                                            | Valentina    |

## Teatro
| Año     | Título                          | Papel             |
| ------- | ------------------------------- | ----------------- |
| 1997–98 | As Malvadas                     | Laura             |
| 1999    | Ó Abre Alas                     | Chiquinha Gonzaga |
| 1999    | Aí Vem O Dilúvio                | Clementina        |
| 1999–00 | Rent                            | Maureen           |
| 2002    | Les Misérables                  | Fantine           |
| 2002    | Mamãe Não Pode Saber            | Mamãe/Doña Glória |
| 2003    | A Ópera Do Malandro             | Lúcia             |
| 2004    | O Casamento do Pequeno Burguês  | Maria             |
| 2006    | Utopia                          |                   |
| 2007    | A Ópera Do Malandro Em Concerto | Lúcia             |
| 2007–08 | 7 o Musical                     | Amélia            |
| 2009    | Doce Deleite                    | Varios personajes |
| 2011    | New York City                   | Francine Evans    |
| 2013    | New York City Turnê Nacional    | Francine Evans    |
| 2014–16 | Yentl em Concerto               | Actriz/Directora  |
| 2017    | O Som e a Sílaba                | Sarah Leighton    |

## Discografía
| Año  | Título            |
| ---- | ----------------- |
| 2012 | Drama'n Jazz      |
| 2016 | Yentl em Concerto |

## Giras
| Año     | Título       |
| ------- | ------------ |
| 2013–15 | Drama'n Jazz |